# Dead Lord
Dead Lord är ett svenskt rockband från Växjö och Stockholm. 
Bandet har turnerat runt om i världen, och även med bland annat banden Wolf, Noctum med flera.
Även en hel del större festivaler.
Sångaren Hakim Krim har även spelat gitarr i Växjöbandet Scams fram till 2012 då han valde att satsa helt på Dead Lord.

## Diskografi

### Album
- 2013 – Goodbye Repentance
- 2015 – Heads Held High
- 2017 – In Ignorance We Trust